# Cockermouth Castle
Cockermouth Castle er middelalderborg, der ligger i byen Cockermouth, Cumbria, England.
Den er anlagt hvor floderne Cocker og Derwent.
Den første borg på stedet blev bygget af normannerne i 1134.
Det er en listed building af første grad og et Scheduled Ancient Monument.